# Las Vegas, 500 millones
Las Vegas, 500 millones és una pel·lícula policíaca hispano-estatunidenca dirigida per Antonio Isasi-Isasmendi i protagonitzada Gary Lockwood, Elke Sommer, Lee J. Cobb, i Jack Palance. El guió tracta d'un equip de criminals que planeja robar un camió d'alta tecnologia amb 7 milions de dòlars a Las Vegas. El seu títol en anglès va ser They Came to Rob Las Vegas. El rodatge va tenir lloc a Califòrnia, Nevada i Espanya

## Argument
Steve Skorsky s'ha construït una reputació en el transport de seguretat per a institucions financeres. Els seus camions de seguretat es consideren inexpugnables amb guàrdies armades i enrutaments controlats per ordinador. Ningú no ha atacat mai fins que ... ells van arribar a robar a Las Vegas.
Gino Vincenzo escapa de la presó i planeja robar el camió de Skorsky amb el seu germà Tony en un assalt armat, però Tony descarta la idea dient que cal una planificació més moderna. Gino decideix continuar pel seu compte i ell i la seva banda moren en l'intent.
Tony planeja un nou robatori, però l'Inspector Douglas del Tresor també ho fa després que Skorsky utilitzi el seu camió per traslladar l'or per a la màfia. Tony assumeix un treball com a distribuïdor en un casino de Las Vegas per tal de seduir Ann Bennett, la secretària i amant de Skorsky. Ella és una jugadora compulsiva i Tony l'ajuda a guanyar a canvi d'una part dels beneficis. Ella s'enamora d'ell i ell la persuadeix de proporcionar-li la informació que necessita per emboscar el camió de Skorsky al desert de Nevada. Ell i la seva colla amaguen el camió en un búnker subterrani on sortiran quan els seus perseguidors s'hagin cansat, però la impaciència de la majoria dels membres de la banda fa que intentin utilitzar els seus propis mètodes. El pla comença a desintegrar-se quan l'Inspector Douglas, Steve Skorsky i la màfia tracten de trobar el camió que sembla que s'havia esvaït. Tony té èxit, però Ann li demana que oblidi els diners i fugin plegats. És llavors que ella s'adona que mai s'havia tractat dels diners. Es tractava de destruir la reputació de Skorsky en venjança per la mort del germà de Tony

## Repartiment
- Gary Lockwood – Tony Vincenzo/Tony Ferris
- Elke Sommer – Ann Bennett
- Lee J. Cobb – Steve Skorsky
- Jean Servais – Gino Vincenzo
- Georges Géret – Leroy
- Jack Palance – Douglas
- Fabrizio Capucci – Cooper
- Roger Hanin – The Boss
- Gustavo Re – Salvatore
- Daniel Martín – Merino
- Maurizio Arena – Clark
- Enrique Ávila – Baxter
- Gérard Tichy – Sheriff Klinger
- Rubén Rojo – Brian

## Premis
Medalles del Cercle d'Escriptors Cinematogràfics
| Any  | Categoria         | Pel·lícula              | Resultat   |
| ---- | ----------------- | ----------------------- | ---------- |
| 1968 | Millor pel·lícula | -                       | Guanyadora |
| 1968 | Millor director   | Antonio Isasi-Isasmendi | Guanyador  |